# Étusson
Étusson ist eine Commune déléguée in der französischen Gemeinde Saint Maurice Étusson mit 306 Einwohnern (Stand: 1. Januar 2022) im Département Deux-Sèvres in der Region Nouvelle-Aquitaine. 
Mit Wirkung vom 1. Januar 2016 fusionierte sie mit Saint-Maurice-la-Fougereuse zur Commune nouvelle Saint Maurice Étusson. Seither hat sie den Status einer Commune déléguée. Die Gemeinde Étusson gehörte zum Arrondissement Bressuire und zum Kanton Mauléon.

## Geographie
Nachbarorte sind Somloire im Nordwesten, Saint-Maurice-la-Fougereuse im Nordosten, Argenton-les-Vallées im Osten, Saint-Clémentin im Südosten, Nueil-les-Aubiers im Süden und Les Cerqueux im Südwesten. Im Zentrum von Étusson befinden sich kleine Seen. Das Gebiet wird vom Fluss Ouère durchquert.

## Bevölkerungsentwicklung
| Jahr      | 1962 | 1968 | 1975 | 1982 | 1990 | 1999 | 2008 |
| --------- | ---- | ---- | ---- | ---- | ---- | ---- | ---- |
| Einwohner | 461  | 178  | 425  | 367  | 362  | 318  | 310  |